# 피터의 친구들
《피터의 친구들》(영어: Peter's Friends)은 영국에서 제작된 1992년 코미디 영화이다. 케네스 브래나가 연출과 제작을 맡는 한편 휴 로리 등과 함께 출연하였다.

## 출연진
- 휴 로리
- 케네스 브래나
- 스티븐 프라이
- 앨폰시아 이매뉴얼
- 이멜다 스탠턴
- 필리다 로
- 리타 러드너
- 리처드 브라이어스
- 에마 톰프슨

## 기타 제작진
- 라인 제작: 데이비드 파핏
- 미술: 팀 하비
- 음악 감독: 개빈 그리너웨이